# Annett Horna

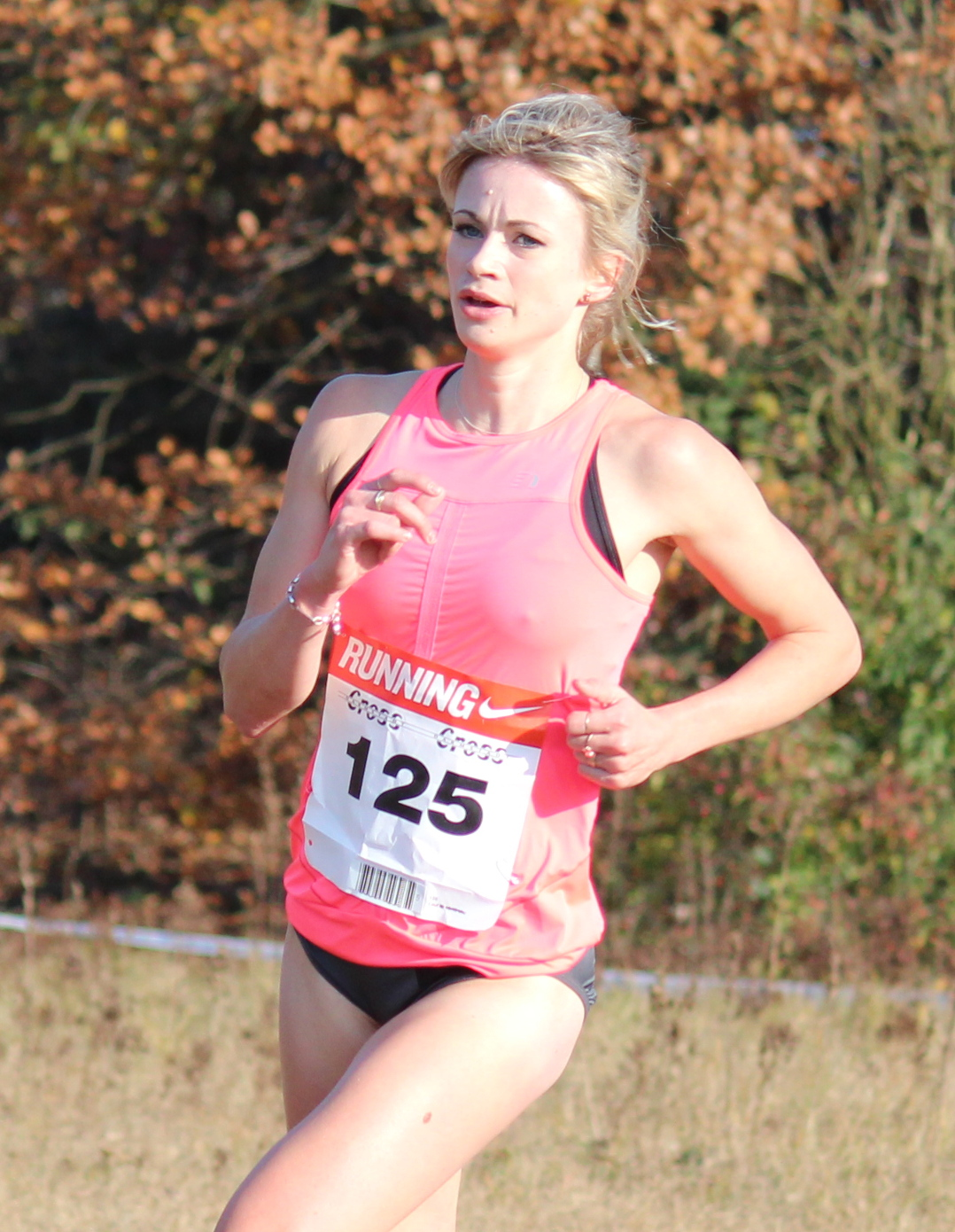
Annett Horna

Annett Horna (* 4. Februar 1987 in Magdeburg) ist eine ehemalige deutsche Leichtathletin, die insbesondere im 800-Meter-Lauf und im 1500-Meter-Lauf erfolgreich war.

## Leben
Ihr erster großer Erfolg bei den Erwachsenen war der Sieg bei den Deutschen Meisterschaften 2008 im 4-mal-400-Meter-Lauf mit der Staffel des TSV Bayer Leverkusen (Caroline Dieckhöner, Maren Schott, Annett Horna, Sorina Nwachukwu; 3:40,94 min). 2009, 2010 und 2011 konnten die Leverkusenerinnen den Titel verteidigen. 2008 und 2012 wurde sie mit der Leverkusener 3-mal-800-Meter-Staffel Deutsche Meisterin. 2008 zusammen mit Saskia Janssen und Kerstin Marxen und 2012 zusammen mit Lena Menzel und Carolin Walter.
Bei den Junioreneuropameisterschaften 2005 in Kaunas (Litauen) wurde sie Achte über 800 Meter. Bei den Juniorenweltmeisterschaften 2006 (U20) in Peking schied Horna im 800-Meter-Lauf im Halbfinale und bei den U23-Europameisterschaften 2009 in Kaunas im Vorlauf aus. Ihren ersten nationalen Einzeltitel gewann sie bei den Deutschen Hallenmeisterschaften 2009. Im Freien wurde sie 2009 und 2010 Vizemeisterin. 2013 gewann sie bei den Deutschen Hallenmeisterschaften den 1500-Meter-Lauf. Diesen Titel konnte Horna 2014 in ihrer Wahlheimat Leipzig erfolgreich verteidigen.
Seit 2015 fokussiert sich Horna stärker auf die Langstrecke. Bei den Deutschen Meisterschaften im Halbmarathon belegte sie 2015 bei ihrem Debüt auf dieser Distanz den dritten Rang.
Horna hat bei einer Größe von 1,68 m ein Wettkampfgewicht von 53 kg. Nach Stationen beim Euskirchener TSC, TuS Wesseling und den Sportfreunden Wünschheim Büllesheim trainierte die Lehramtsstudentin ab Herbst 2002 bei Bayer Leverkusen. Im Herbst 2012 folgte sie ihrem langjährigen Trainer Adi Zaar zum LC Rehlingen. Zum Jahr 2016 wechselte Horna zum SV Halle, wo ihre Trainerin Melanie Schulz lebte und sie selbst als Trainerin im Kinderbereich aktiv ist. Anfang 2017 beendete Horna ihre leistungssportliche Karriere.

## Persönliche Bestleistungen
- 400 Meter: 55,66 s (2010)
- 800 Meter: 2:02,29 min (2011)
- 1000 Meter: 2:39,80 min (2012)
- 1500 Meter: 4:10,98 min (2013)
- 3000 Meter: 9:24,74 min (2014)
- 10.000 Meter: 35:04,65 min (2015)
- 10 km Straße: 34:00 min (2013)
- 15 km Straße: 56:01 min (2015)
- Halbmarathon: 1:15:16 h (2016) – 36. Berliner Halbmarathon